# Heliothis incarnata
Heliothis incarnata is een vlinder uit de familie uilen (Noctuidae). De wetenschappelijke naam is voor het eerst geldig gepubliceerd in 1838 door  Freyer. De soort wordt, als enige uit dit geslacht, door sommige auteurs ook wel in het monotypische geslacht Chazaria geplaatst.
De soort komt voor in Europa. Ze is aangetroffen op de Canarische Eilanden en het Iberisch Schiereiland, verder oostelijk in Italië, Servië, Roemenië, Bulgarije, Noord-Macedonië en Griekenland, in zuidelijk en oostelijk Rusland, Turkije, rondom de Dode Zee in Israël, en in Iran.
De vliegtijd is juli en augustus.